# Piramide van Chefren

Kaart van het piramidencomplex van Gizeh, met daarop de piramide van Chefren, in het midden tussen de piramide van Mykerinos en koninginpiramiden (beneden) en piramide van Cheops (boven). Voor de oostzijde van de piramide ligt de 'Dodentempel van Chefren' met ter rechterzijde putten waar schepen begraven lagen. Een dijkweg (de 'processieweg') loopt van de Dodentempel oostwaarts naar de 'Daltempel van Chefren', die ten zuiden ligt van de Tempel van de Sfinx en de Sfinx van Gizeh zelf. Ten zuiden van de piramide van Chefren liggen nog de grondvesten van een 'satelliet piramide', G2-a.

De Piramide van Chefren is de op een na grootste piramide in Gizeh en is de graftombe van koning Chefren (of Khafra). De piramide is in het Nederlands bekend als de piramide van Chefren of van Chafra maar de koning heeft er vroeger ook een naam aan gegeven die luidt: de grote piramide. Er zijn geen tekens of afbeeldingen op of in de piramide uit de tijd van de Oude Egyptenaren zelf. Giovanni Belzoni vond de 'grafkamer' en de 'grafkist' in 1818 leeg. Een beeld van Chefren werd in 1858 door Auguste Mariette ontdekt in de Daltempel van Chefren.

## Bouw van de piramide

### Maat
De piramide heeft een basislengte van 215,5 m in het vierkant en rijst op tot een hoogte van 136,4 m. Het is uit kalksteen blokken opgebouwd, die elk meer dan 2 ton wegen. De piramide van Chefren is steiler en heeft een grotere hellingshoek (53°13′) dan de piramide van Cheops (51°50′24″). De piramide ligt op een bedrock van 10 m hoog en lijkt daarom hoger dan de piramide van Cheops.

### Vorm en interieur
De piramide van Chefren is niet zo goed onderzocht als die van Choefoe (Cheops). Dit komt doordat deze piramide niet zoveel kamers heeft: een centrale kamer en een bijkamer. De piramide heeft twee ingangen, een lagere en hogere. De lagere is in de bedrock uitgehouwen en de hogere is door graniet omkleed. Het is onbekend waarom er twee ingangen waren. Er gaat na de ingang een gang naar een centrale kamer (14,15 bij 5 m) waar de sarcofaag staat. Er is een put in de vloer, waar mogelijk een canopenkist heeft gestaan, waarvan het deksel een vloertegel was. De piramide heeft geen decoratie, is niet beschilderd of gegraveerd.
Hoewel de Piramide van Cheops de grootste van de drie piramiden van het complex in Gizeh is, is alleen nog bij de Piramide van Chefren de volledige piramidevorm te zien. Bij geen van de andere piramiden op het plateau van Gizeh is de piramidetop en het grafcomplex zo goed bewaard gebleven.
De horizontale lagen steenblokken zijn tot het midden grof en onregelmatig. De dekstenen bekleden nog het bovenste, derde gedeelte van de piramide, maar het pyramidion en een deel van de apex ontbreken. Aan de top zijn de stenen kleiner, tot 50 cm dik bij de apex. De onderste laag dekstenen was van rose graniet, maar de andere lagen waren bedekt met Toera kalksteen.

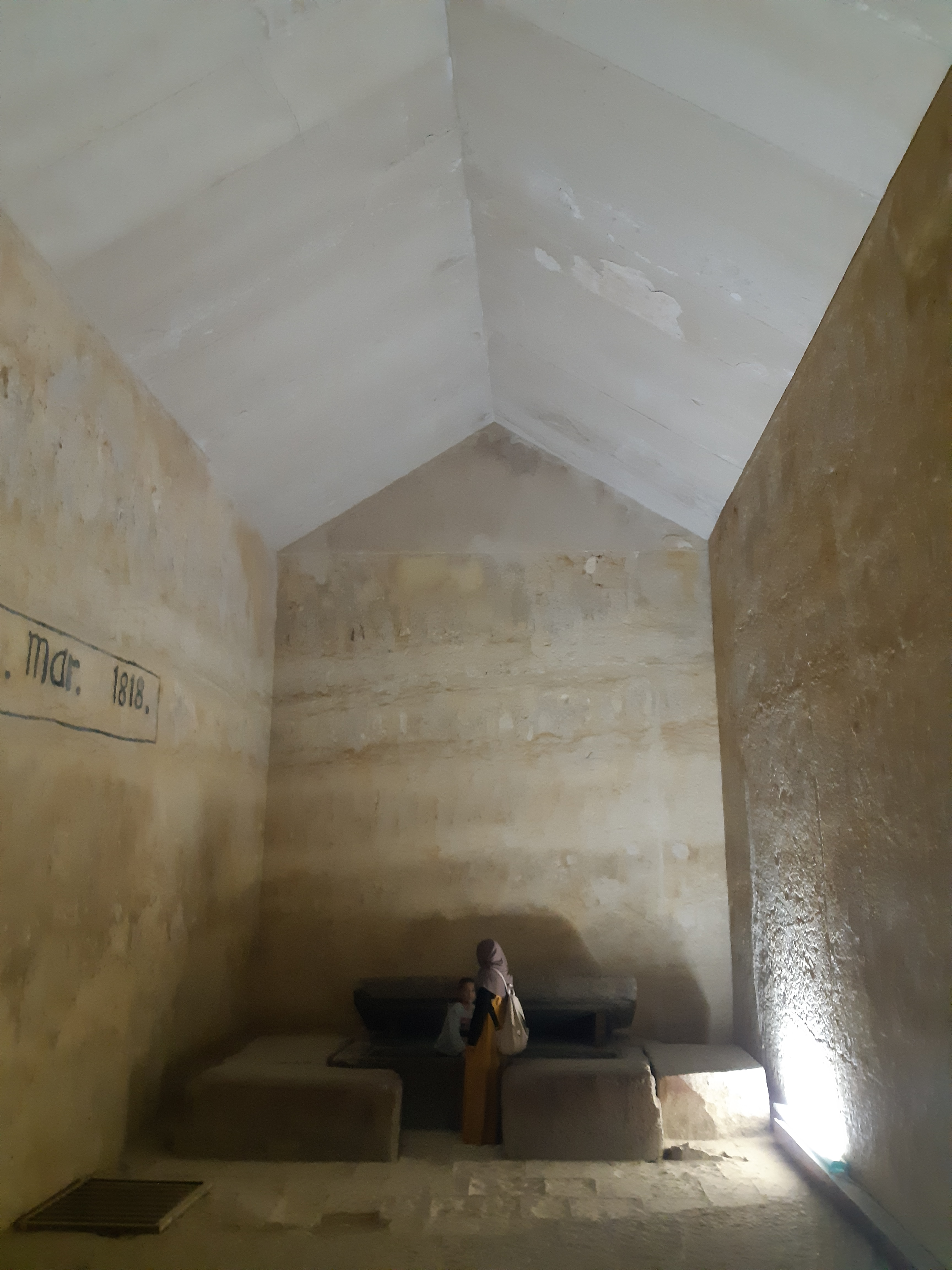
Grafkamer, naast de graffiti met het jaar 1818 is er Arabische graffiti, waarschijnlijk uit 1372, toen de piramide werd geopend
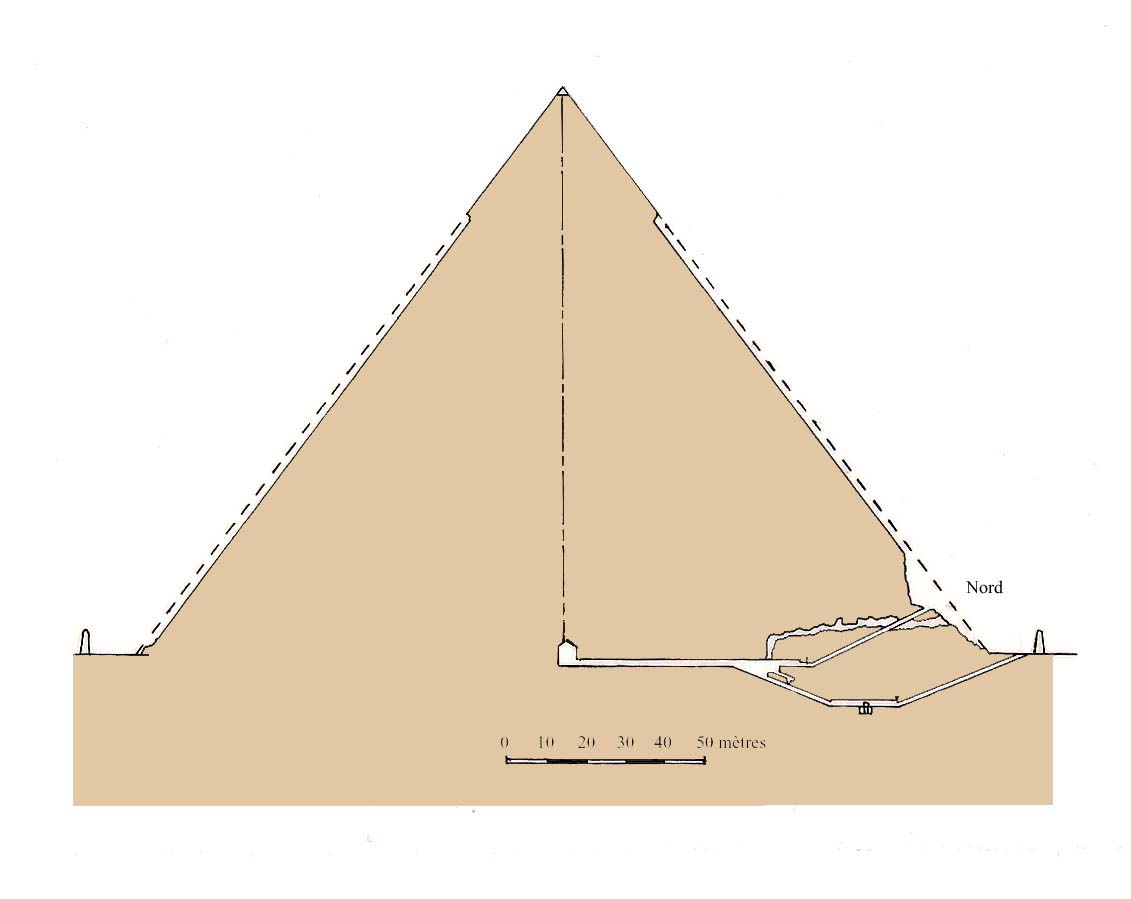
Doorgangen en kamers in de piramide van Chefren. Giovanni Belzoni ontdekte op 2 maart 1818 de originele ingang aan de noordzijde van de piramide
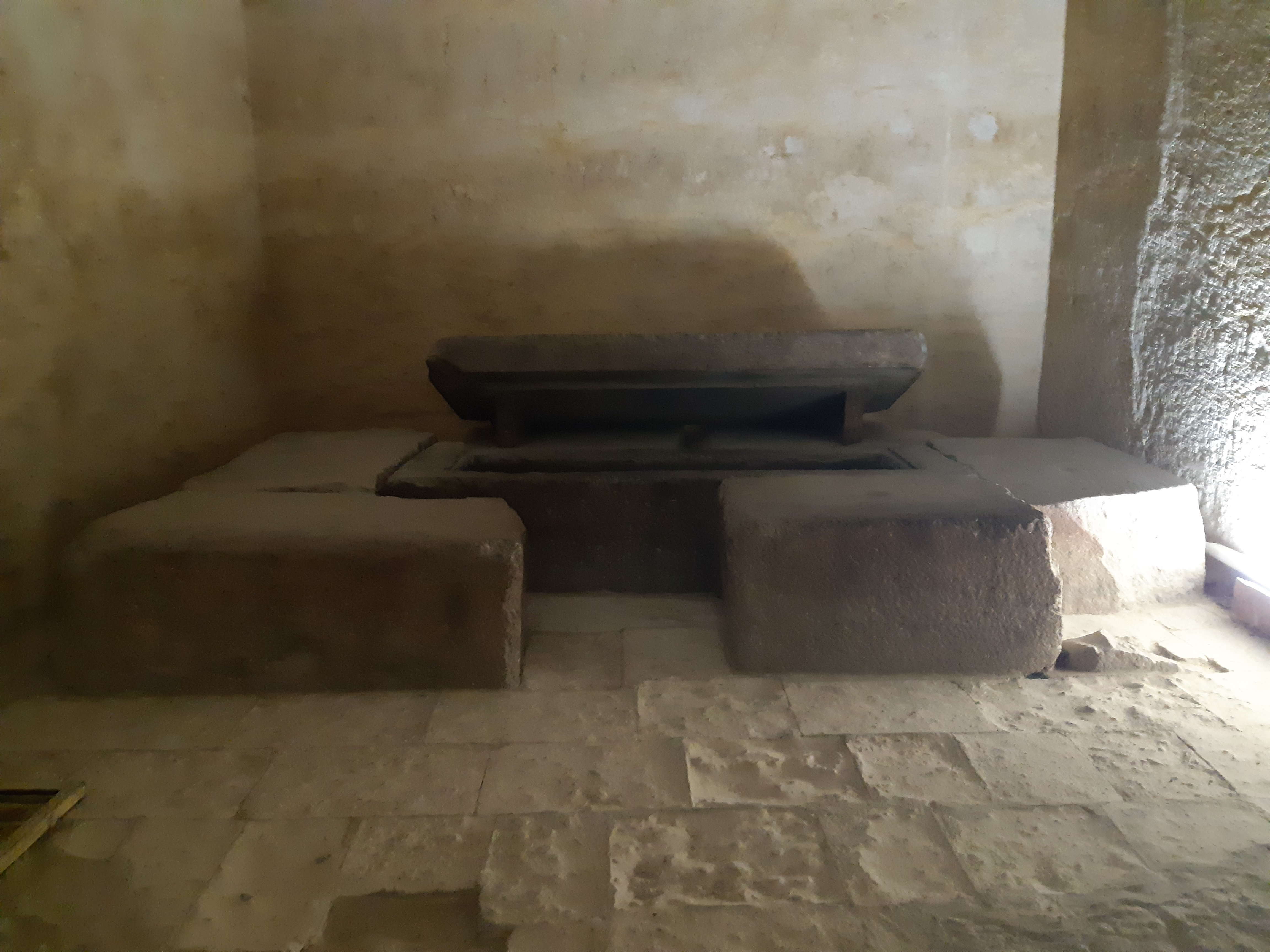
Sarcofaag 'van de farao' in de grafkamer. Belzoni vond in 1818 een open sarcofaag met het deksel gebroken op de vloer

### Moderne restauratie
De piramide ging op 1 januari 2005 weer open voor het publiek, nadat ze twee jaar lang gesloten was geweest wegens restauraties. Er is toen onder meer graffiti verwijderd en er zijn barsten gerepareerd.

## Geschiedenis

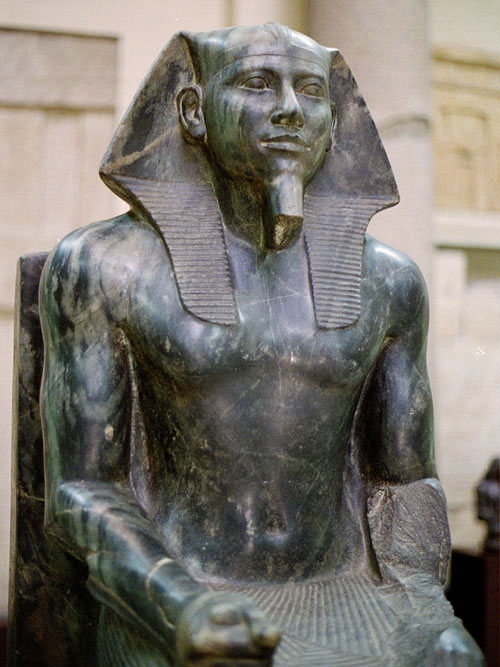
Chefren op zijn troon, het diorieten standbeeld, dat Auguste Mariette in 1858 in de Daltempel van Chefren vond. Het dioriet (anorthosiet gneiss) is een waardevol, uitzonderlijk hard en donker gesteente en werd over een afstand van 400 mijl via de Nijl aangevoerd.

De piramide van Chefren werd waarschijnlijk tijdens de Eerste Tussenperiode geopend en beroofd.
De Arabische geschiedschrijver Ibn Abd al-Salam schreef dat de piramide in 1372 werd geopend. Op de muur van de grafkamer is Arabische graffito, dat mogelijk van die tijd dateert.
Het is onbekend wanneer er dekstenen werden weggenomen. In 1646 was het oppervlak, op het zuiden na, volgens John Greaves nog glad.
In de moderne tijd werd de piramide voor het eerst door Giovanni Belzoni op 2 maart 1818 onderzocht, toen de originele ingang aan de noordzijde werd gevonden. De grafkamer was echter leeg op een open sarcofaag na met het gebroken deksel op de vloer.
Het eerste complete onderzoek werd in 1837 geleid door John Shae Perring. Auguste Mariette legde in 1853 deels de Daltempel van Chefren bloot en hij vond in 1858, toen de daltempel geheel werd uitgegraven, een diorieten standbeeld van Chefren.

## Andere bouwwerken
Naast de piramide staan er ook nog andere bouwwerken rondom de piramide die bij de farao hoorden. Waaronder de sfinx, tempel van de sfinx, daltempel, dodentempel en processieweg.

### Dodentempel
In de oosthoek van de piramide is een dodentempel gebouwd. Deze tempel werd gebouwd om de dode te voeden na zijn dood, zodat de ziel kon voortleven. De tempel is oost-west georiënteerd. De buitenmuren van het gebouw waren van kalksteen, dat overging in fijn-kalksteen. Binnen zijn de bouwwerken van granietblokken. Het grootste blok wordt op 400 ton geschat. Tegenwoordig is de dodentempel een ruïne.
De tempel kan betreden worden via een lange dijkweg (de 'processieweg' van 494,6 m) die uit de daltempel komt, die toen kon worden betreden vanaf de Nijl. De processieweg bestaat uit megalithische blokken met rood graniet omhuld. Na de processieweg kwam men in een open gedeelte (de ontvangsthal) waar verschillende zuilen stonden. Uiteindelijk kwam men in een volgende open ruimte (het binnenhof) die uitzicht gaf op vijf beelden van de koning (of van goden). Uiteindelijk kwam men in het innerlijke heiligdom, waar men offers kon plaatsen voor de koning. Er waren ook vijf voorraadkamers en meer dan 50 levensgrote beelden van Chefren, maar deze werden, mogelijk door Ramses II, weggehaald en hergebruikt.

### Daltempel

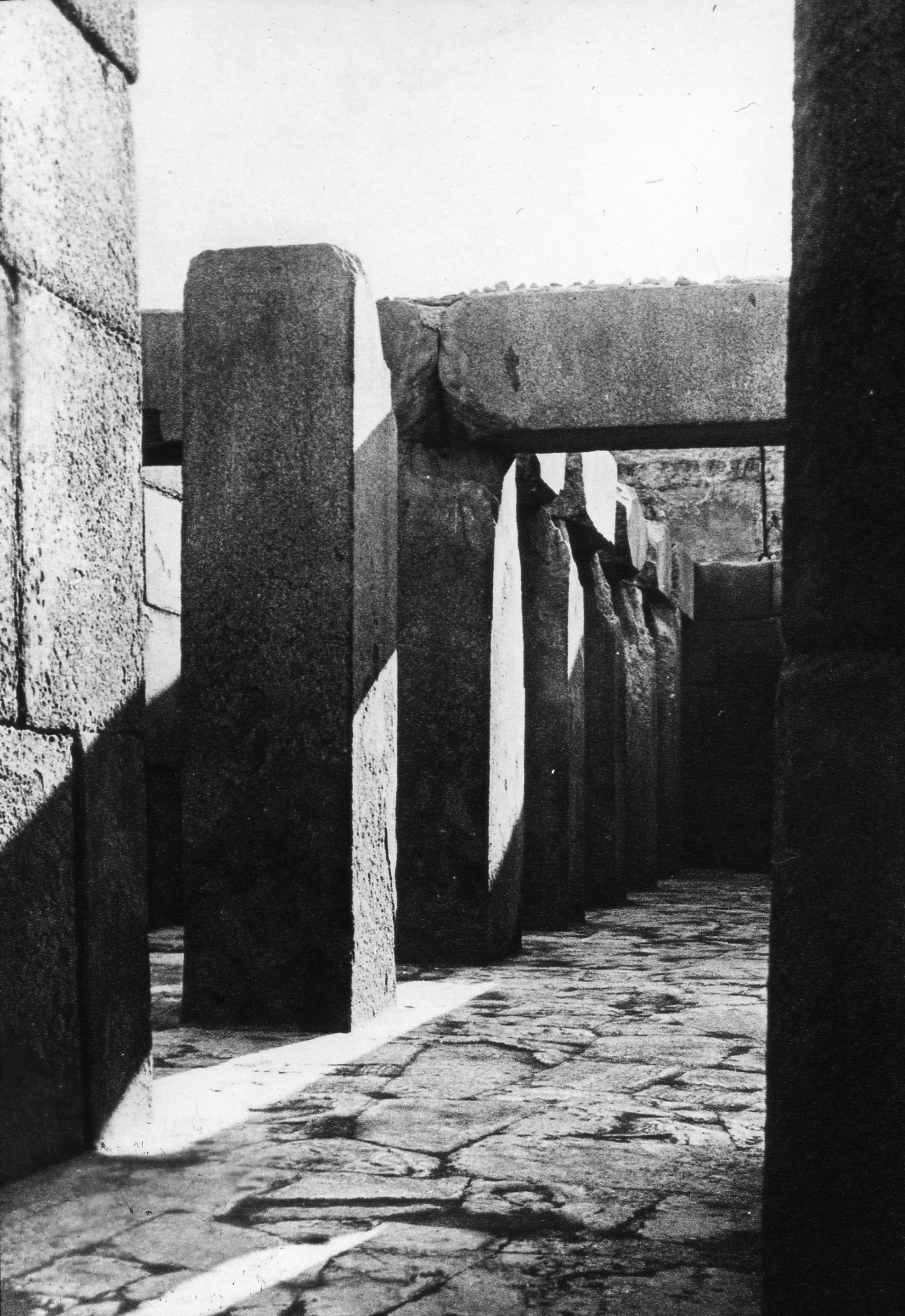
De hal met 16 granieten pilaren van de Daltempel van Chefren

De daltempel was een gebouw dat vanaf de Nijl kon worden benaderd, via twee toegangswegen kon men naar binnen komen, deze werden bewaakt door twee sfinxen. Hiermee kreeg men toegang tot de daltempel van Chafra. De daltempel van Chafra is een van de best bewaarde tempels uit het Oude Rijk. Het granieten interieur is goed bewaard, het kalkstenen exterieur zwaar verweerd. Het exterieur was van enorme blokken, sommigen wogen meer dan 100 ton. De rechthoekige pilaren van de T-vormige gang waren van graniet en de vloer was van alabaster. Twee deuren openden naar de vestibule en een grote hal met pilaren met voetstukken in de vloer waarop 23 beelden van Chefren zouden hebben gestaan.
In de jaren 1850 werd het onder het zand vandaan gehaald door Auguste Mariette en in 1869 werd er de ceremonie van de opening van het Suezkanaal in gevierd. In 1995 liet Zahi Hawass de daltempel schoonmaken.

### Tempel van de Sfinx

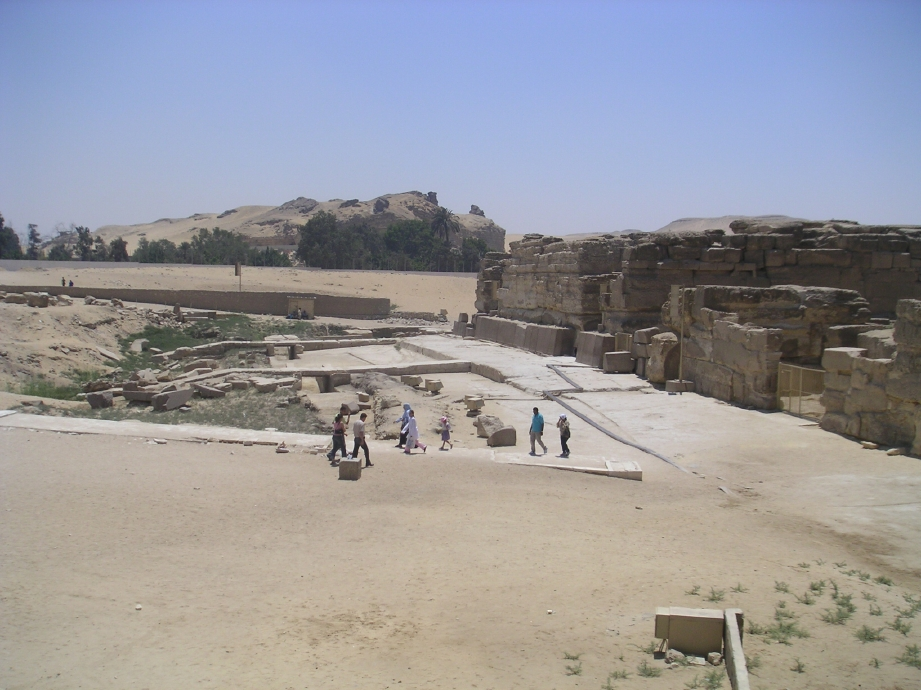
Tempel van de sfinx

De tempel van de sfinx had een hal met 24 zuilen, elk met een eigen beeld, twee heiligdommen en was symmetrisch ontworpen.

### Sfinx

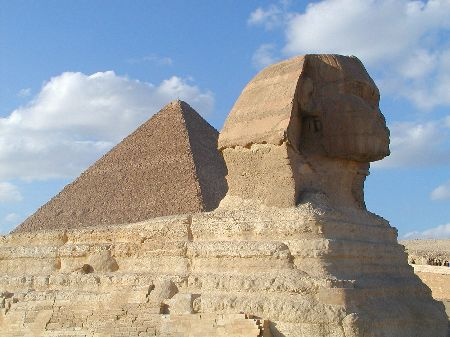
De sfinx van Gizeh, met de piramide van Cheops op de achtergrond

555 meter van de piramide vandaan staat de Sfinx van Gizeh. Sommigen gaan ervan uit dat de sfinx een bestaand beeld was, dat slechts werd aangepast door het de gelaatstrekken van de farao te geven. Belangrijke argumenten hiervoor zijn dat het hoofd van de farao veel te klein is voor het lichaam, in vergelijking met andere sfinxen in Egypte, en dat er op het lichaam veel meer erosie is dan op het hoofd. Ook zijn er erosiesporen gevonden van hevige regen, iets dat al heel lang niet meer plaatsvindt rond de sfinx en de piramiden van Gizeh.